# ГЕС Léidǎtān
ГЕС Léidǎtān (雷打滩水电站) — гідроелектростанція на півдні Китаю у провінції Юньнань. Знаходячись перед ГЕС Yúnpéng, становить восьмий ступінь каскаду на річці Наньпан, яка через Hongshui, Qian та Xun належить до річкової системи Сіцзян (завершується в затоці Південнокитайського моря між Гуанчжоу та Гонконгом).
У межах проєкту річку перекрили греблею з ущільненого котком бетону висотою 83 метри, довжиною 202 метри та шириною від 8 (по гребеню) до 60 (по основі) метрів. Вона утримує водосховище з об'ємом 94 млн м3 (корисний об'єм 40,6 млн м3), в якому припустиме коливання рівня поверхні в операційному режимі між позначками 951 та 962 метри НРМ.
Через водоводи діаметром по 4,5 метра ресурс подається до наземного машинного залу, спорудженого на лівобережжі за півтори сотні метрів нижче від греблі. Основне обладнання станції становлять три турбіни типу Френсіс потужністю по 36 МВт, які забезпечують виробництво 533 млн кВт·год електроенергії на рік.